# Văn Lợi
Văn Lợi là một xã thuộc huyện Quỳ Hợp, tỉnh Nghệ An, Việt Nam.
Xã Văn Lợi có diện tích 59,17 km², dân số năm 1999 là 3619 người, mật độ dân số đạt 61 người/km².